# Kościół ewangelicko-augsburski w Zagórowie
Kościół ewangelicko-augsburski w Zagórowie – kościół filialny należący do parafii Ewangelicko-Augsburskiej w Koninie.
Parafia ewangelicko-augsburska w Zagórowie została powołana w dniu 24 grudnia 1856 roku. Kilka miesięcy później kupiono plac pod budowę świątyni. W dniu 8 maja 1878 roku został poświęcony kamień węgielny pod świątynię, a w 1. Niedzielę Adwentu 1882 roku kościół został poświęcony. Powstała budowla w stylu neoromańskim. Pierwsze nabożeństwo ewangelickie po II wojnie światowej zostało odprawione w dniu 18 lipca 1954 roku. Poprowadzone zostało przez księdza Karola Świtalskiego. W dniu 17 sierpnia 2008 roku zostały zamontowane w świątyni nowy elektroniczny zegar i elektroniczne dzwony. Obecnie w kościele regularnie są odprawiane nabożeństwa.